# Serbische Autonome Oblast Ostslawonien, Baranja und Westsyrmien
Die Serbische Autonome Oblast Ostslawonien, Baranja und Westsyrmien (kroatisch: Srpska autonomna oblast Istočna Slavonija, Baranja i Zapadni Srijem; Serbisch-Kyrillisch: Српска аутономна област Источна Славонија, Барања и Западни Срем / Serbisch transkribiert: Srpska autonomna oblast Istočna Slavonija, Baranja i Zapadni Srem) war eine selbsternannte serbische autonome Oblast (SAO) im Osten Kroatiens, die während der Jugoslawienkriege gegründet wurde. Es war eines von drei ORKB, die auf dem Territorium Kroatiens ausgerufen wurden. Die Oblast umfasste Teile der geographischen Regionen Slawonien, Baranja und Syrmien.
Die Entität wurde am 25. Juni 1991 gegründet, am selben Tag, an dem die Sozialistische Republik Kroatien beschloss, sich nach dem kroatischen Unabhängigkeitsreferendum 1991 aus Jugoslawien zurückzuziehen. In der ersten Phase des kroatischen Unabhängigkeitskrieges schloss sich das Gebiet 1992 der abtrünnigen Republik Serbische Krajina (RSK) an. Nach dem Fall der Republik Serbische Krajina im Jahr 1995 gab es eine kurzlebige serbische Paralleleinheit Ostslawonien, Baranja und Westsyrmien, die im selben Gebiet existierte und nach der Unterzeichnung des Erdut-Abkommens und dem Ende der Übergangsverwaltung der Vereinten Nationen für Ostslawonien, Baranja und Westsirmien im Jahr 1998 wieder in den Rest des Landes integriert wurde.

## Geschichte

### Hintergrund
Die kroatischen Parlamentswahlen 1990 fanden in einer Atmosphäre ethnischer Spannungen zwischen Kroaten und Serben statt. Die Wahlperiode in der Gemeinde Vukovar war geprägt von intensivem Wahlkampf entlang nationaler Linien. Die Serben waren in der SKH-SDP gut vertreten, über ihre Repräsentation in der Gesamtbevölkerung hinaus. In den Dörfern um Vukovar wurden zahlreiche Proteste gegen den Aufstieg der HDZ auf nationaler Ebene organisiert, die der Politik von Slobodan Milošević in der nahe gelegenen Vojvodina und Serbien folgten. Das Gemeindekomitee der SKH-SDP protestierte gegen den Rückzug der kroatischen Delegation aus dem 14. Kongress des Bundes der Kommunisten Jugoslawiens. Die örtliche HDZ hingegen organisierte Kundgebungen in kroatisch besiedelten Dörfern, setzte sich dafür ein, als Vertreter aller Kroaten angesehen zu werden, und vertrat einen an der Basis stehenden, weniger gebildeten Teil der Bevölkerung der Gemeinde, mit einer relativ unerfahrenen Führung, die sich aus Menschen außerhalb der Organisation zusammensetzte, die auch Annäherungsversuche unternahm, um das Erbe der Ustaše neu zu bewerten. Das sorgte für Ärger unter den einheimischen Serben. Die Wahl selbst verlief im Allgemeinen friedlich, mit vier Mitgliedern der SKH-SDP und einem Unabhängigen, die in den Sabor gewählt wurden, von denen vier ethnische Kroaten und ein ethnischer Serbe waren, und alle fünf waren öffentlich als Persönlichkeiten bekannt, die an einer friedlichen Koexistenz interessiert waren. Die HDZ war die größte Minderheitspartei im Gemeinderat und hatte die Kontrolle in den lokalen Regierungen der von Kroaten bewohnten Dörfer, während die SKH-SDP den Rest dominierte, da sie Stimmen von den Serben, anderen Ethnien und auch einigen Kroaten erhielt. Nach der Wahl gründeten die Serben im Juni 1990 einen lokalen Zweig der Serbischen Demokratischen Partei (DDS), der Kundgebungen initiierte, die sich inhaltlich mit denen der HDZ überschneiden, aber im Stil des Nationalismus ähnlich waren, und auch an die Macht kamen, indem sie zahlreiche SKH-SDP-Delegierte die Partei wechseln ließen.
Der SKH-SDP-Vertreter Slavko Dokmanović, ein Serbe aus Trpinja, wurde nach den Wahlen 1990 Präsident der Gemeindeversammlung von Vukovar. Im Juli 1990 erschien Dokmanović auf der von der SDS in Srb organisierten Kundgebung und schloss sich ihrem neu gegründeten Serbischen Nationalrat (SNV) an. Dies wurde weithin verurteilt, und er war gezwungen, diese Position zu verlassen. Dennoch organisierte SDS im August 1990 ein Referendum in serbisch besiedelten Dörfern in der Region über die Einrichtung einer serbischen Autonomie, das mit überwältigender Mehrheit angenommen wurde.

### Gründung
Nachdem die Aktivitäten und die Unterstützung der SDS in der Region in der zweiten Hälfte des Jahres 1990 zugenommen hatten, sponserten sie die Gründung eines serbischen Nationalrats von Slawonien, Baranja und Westsyrmien auf einer Versammlung in Šidski Banovci am 7. Januar 1991. Dies entsprach den Entwicklungen in den westlichen Regionen Kroatiens, die im April 1991 die SAO Krajina bilden sollten.
Nach dem Zusammenstoß von Pakrac im März 1991 förderten SDS und SNV öffentlich einen Zustand der Psychose unter den Serben in der Region und lösten eine Flüchtlingswelle aus serbisch bewohnten Dörfern aus, nachdem Goran Hadžić öffentlich behauptet hatte, dass ihre Vertreibung unmittelbar bevorstehe. Später im selben Monat war Hadžić auch in den Vorfall mit den Plitvicer Seen verwickelt, der zu einer Krise in den serbisch bewohnten Dörfern in der Region eskalierte.
Die SAO Ostslawonien, Baranja und Westsyrmien wurde am 25. Juni 1991 ausgerufen, und am 26. Juni wurde ihr erster Präsident Goran Hadžić erklärt.

### Aufnahme in die RSK
Ursprünglich war es eine separate serbische autonome Region (Oblast), aber es trat später der Republik Serbische Krajina (RSK) im Februar 1992 bei.
Seine Grenzen wurden Ende 1991 als verschanzte Frontlinien der ersten Phase des kroatischen Unabhängigkeitskrieges festgelegt. Bis August 1995 waren Ostslawonien, Baranja und Westsyrmien de facto Teil der Republik Serbische Krajina, während sie de jure noch Teil Kroatiens waren, gemäß der Resolution 753 des Sicherheitsrates der Vereinten Nationen. Die Region hatte keine eigene lokale/regionale Verwaltung innerhalb der RSK.

## Geographie
Das Gebiet des ehemaligen SAO Ostslawonien, Baranja und Westsyrmien war Teil des mitteleuropäischen Pannonischen Beckens. Die östliche Grenze der Oblast war hauptsächlich die Donau, während etwa ein Drittel der westlichen Grenze die Drau war. Das Naturschutzgebiet Kopački rit in der Nähe des Zusammenflusses von Drau und Donau bildete eine wichtige geografische Barriere – es gab keine Straßen- oder Eisenbahnverbindungen zwischen Baranja und den südlichen Teilen des Territoriums, außer durch Serbien.
Andere Grenzen waren keine natürlichen Grenzen: Die Grenze zu Ungarn im Norden existierte seit dem Königreich der Serben, Kroaten und Slowenen, die Ostgrenze zur BR Jugoslawien existierte teilweise seit dem Königreich Slawonien (an der Donau) und wurde teilweise mit der Bildung der SFR Jugoslawien festgelegt, während die Grenze zum Rest Kroatiens im Westen und Süden gemäß den Fronten in der ersten Phase des Kroatischen Unabhängigkeitskrieges gebildet wurde.
Ostslawonien ist ein meist flaches Gebiet mit der besten Bodenart, in dem die Landwirtschaft hoch entwickelt ist, insbesondere auf Weizenfeldern, und es gibt auch mehrere Wälder sowie Weinberge.
Die Đeletovci-Ölfelder befinden sich zwischen den Dörfern Đeletovci, Banovci und Nijemci.
Der Verkehr über den Autoput Bratstvo i jedinstvo (heute A3) wurde mit der Gründung der ESBWS unterbrochen. Der Wassertransport über die Donau ging ungehindert weiter. Die Drau wurde zu dieser Zeit nicht befahren. Die Eisenbahnlinie zwischen Zagreb und Belgrad und der Transport zwischen Budapest und Sarajevo, der durch das Gebiet führt, wurden ebenfalls eingestellt.

## Bevölkerung

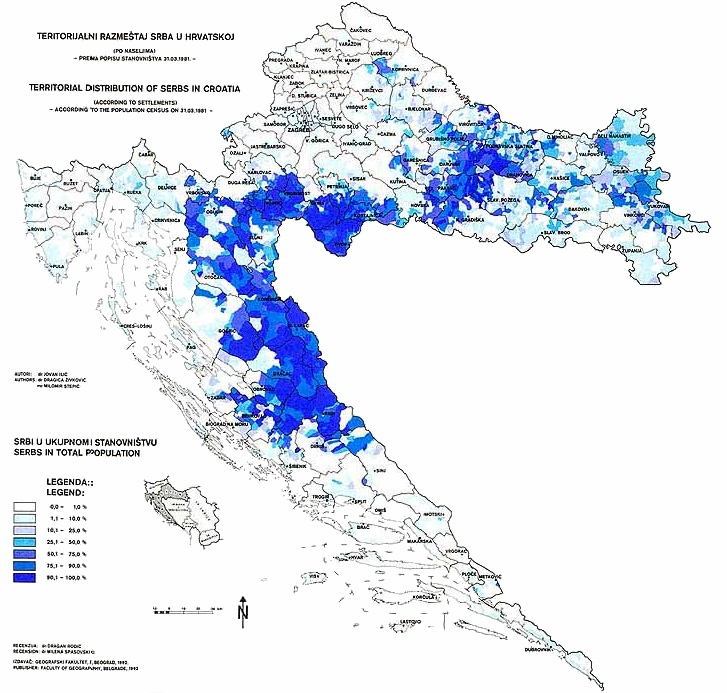
Anteil der serbischen Ethnie in Kroatien (1991) in blau

Die Bevölkerung dieses Gebietes war ethnisch gemischt. Vor dem Krieg betrug die Gesamtbevölkerung des Gebietes 192.163 Einwohner und setzte sich zusammen aus:
- 90.454 (47 %) Kroaten,
- 61.492 (32 %) Serben und
- 40.217 (21 %) andere (Ungarn, Roma, andere Jugoslawen, Deutsche, Russen, Slowaken usw.).

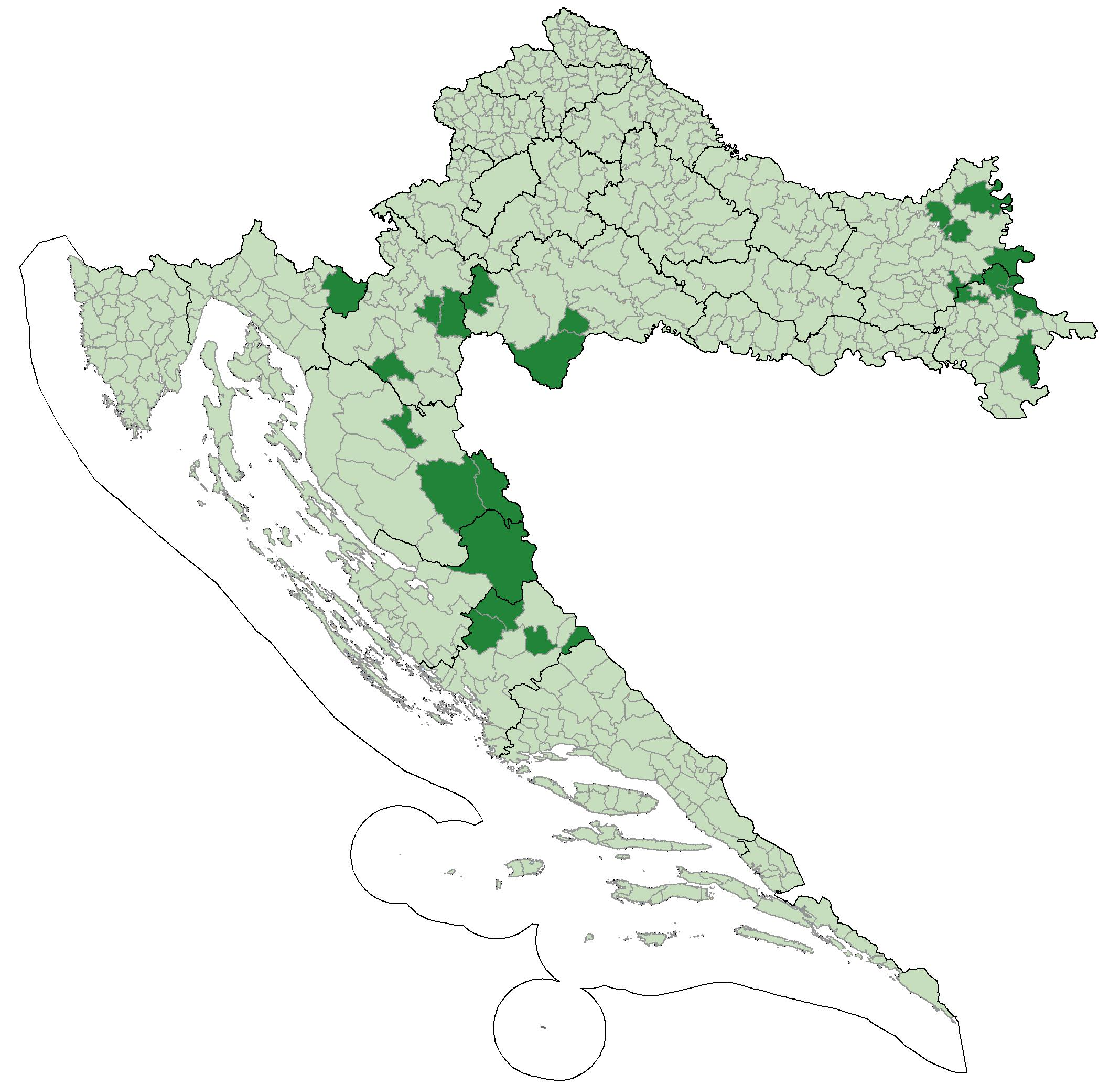
Anteil der serbisch-spracheigen Bevölkerung in Kroatien (grün). Die SAO Ostslawonien, Baranja und Westsyrmien im Osten Kroatiens

Während des kroatischen Unabhängigkeitskrieges lebten 109.500 Serben in diesem Gebiet von insgesamt 160.000 Einwohnern, was bedeutet, dass sich die Zahl der dort lebenden Serben fast verdoppelt hat, während die allgemeine Bevölkerung zurückgegangen ist.
Die Anklage wegen Kriegsverbrechen, die vom Internationalen Strafgerichtshof für das ehemalige Jugoslawien gegen den kroatisch-serbischen Führer in der Region, Goran Hadžić, erhoben wurde, zeigt, dass praktisch die gesamte kroatische und andere nicht-serbische Bevölkerung der Region entweder getötet, deportiert oder anderweitig gewaltsam aus dem Gebiet entfernt wurde.

## Gemeinden und bewohnte Ortschaften
Während der Existenz der Republik Serbische Krajina war die Region in fünf Gemeinden unterteilt:
- Beli Manastir (in Baranja),
- Dalj und Tenja (in Ostslawonien) und
- Vukovar und Mirkovci (in Westsyrmien).

Die wichtigsten Städte in der Gegend waren Vukovar und Beli Manastir. Andere wichtige Orte waren Borovo Selo, Darda, Dalj, Ilok und Tenja.

## Vermächtnis
Nach dem Untergang der RSK im August 1995 wurde die Region als Ostslawonien, Baranja und Westsyrmien (1995–1998) wieder zusammengesetzt.
Nach dem Erdut-Abkommen vom November 1995 wurde es anschließend von der Übergangsverwaltung der Vereinten Nationen für Ostslawonien, Baranja und Westsyrmien kontrolliert.
Nach dem Krieg wurden alle Städte und Gemeinden in der Region zu Gebieten von besonderer staatlicher Bedeutung erklärt. Heute werden die ethnischen serbischen Interessen in der Region vom Gemeinsamen Gemeinderat vertreten.